# Sitampiky
Sitampiky è una città e comune del Madagascar situata nel distretto di Ambato-Boeni, regione di Boeny. 
La popolazione del comune rilevata nel censimento 2001 era pari a 21 457 unità.